# Communauté de communes de la Vallée de l'Oise et des impressionnistes
La communauté de communes de la Vallée de l'Oise et des Impressionnistes (CCVOI) est une ancienne communauté de communes française, située dans le département du Val-d'Oise et la région Île-de-France.
Sa suppression est effective en 2016 dans le cadre de l'achèvement de la coopération intercommunale définie par la loi de modernisation de l'action publique territoriale et d'affirmation des métropoles.

## Historique
L'intercommunalité a été créée par un arrêté préfectoral du 25 novembre 2004.
Le  schéma régional de coopération intercommunale d'Île-de-France du 4 mars 2015 prévoit la dissolution en 2016 de la communauté de communes de la Vallée de l’Oise et des impressionnistes (CCVOI),

-  les communes de Mériel et de Méry-sur-Oise devraient rejoindre la communauté de communes de la Vallée de l'Oise et des Trois Forêts (CCVO3F), bien que la majorité du conseil municipal de Mériel se soit prononcée contre cette intégration,.

- Les communes d'Auvers-sur-Oise, Butry-sur-Oise et Valmondois devant rejoindre la Communauté de communes de la Vallée du Sausseron,, (CCVS).

- La commune de Frépillon intègrera la Communauté d'agglomération Val Parisis.

## Territoire communautaire

### Géographie et enjeux
L'intercommunalité voulue par de nombreux acteurs du projet est à la croisée des chemins : d'un côté les villes d'Auvers et de Méry sont directement connectés à la communauté d'agglomération de Cergy-Pontoise, Auvers, Valmondois et Butry sont en relation directe avec la Communauté de communes de la Vallée du Sausseron, Mériel partage la N 184 avec Villiers-Adam, appartenant à la communauté de l'Isle-Adam (Communauté de communes de la Vallée de l'Oise et des Trois-Forêts). Seule Frépillon fait office d'innovatrice en instaurant le principe d'intercommunalité dans le bassin de Taverny. (Taverny : 25 000 habitants)

### Composition
Elle regroupait 6 communes, 3 sur la rive droite de l'Oise, 3 sur la rive gauche. Sur la rive droite :
| Nom             | Code Insee | Gentilé        | Superficie (km2) | Population (dernière pop. légale) | Densité (hab./km2) |
| --------------- | ---------- | -------------- | ---------------- | --------------------------------- | ------------------ |
| Auvers-sur-Oise | 95039      | Auversois      | 12,69            | 6 943 (2014)                      | 547                |
| Butry-sur-Oise  | 95120      | Butryots       | 2,60             | 2 250 (2014)                      | 865                |
| Valmondois      | 95628      | Valmondoisiens | 4,59             | 1 204 (2014)                      | 262                |

Sur la rive gauche :
| Nom                   | Code Insee | Gentilé       | Superficie (km2) | Population (dernière pop. légale) | Densité (hab./km2) |
| --------------------- | ---------- | ------------- | ---------------- | --------------------------------- | ------------------ |
| Méry-sur-Oise (siège) | 95394      | Mérysiens     | 11,17            | 9 233 (2014)                      | 827                |
| Mériel                | 95392      | Mériellois    | 5,31             | 4 957 (2014)                      | 934                |
| Frépillon             | 95256      | Frépillonnais | 3,35             | 3 163 (2014)                      | 944                |

## Fonctionnement

### Siège
La communauté avait son siège à Méry-sur-Oise,10 avenue Marcel Perrin (reliant les centres d'Auvers et de Méry).

### Les élus
La Communauté de communes est administrée par son Conseil communautaire, composé, pour la mandature 2014-2020, de 33 conseillers communautaires, qui sont des conseillers municipaux  représentant chaque commune membre, répartis, pour la mandature 2014-2020, à raison de :

- Auvers-sur-Oise : 6 délégués ;

- Butry-sur-Oise : 4 délégués ;

- Frépillon : 5 délégués ;

- Mériel : 6 délégués ;

- Méry-sur-Oise : 8 délégués ;

- Valmondois : 3 délégués.
Le conseil communautaire du 9 avril 2014 a élu son nouveau président, Bernard Tailly, maire de Frépillon, ainsi que ses 6 vice-présidents, de telle manière que chaque commune membre soit représentée par un membre. Il s'agit de : 
1. Pierre-Edouard Eon, maire de Méry-sur-Oise, délégué aux finances et à la communication ;
2. Isabelle Mézières, maire d’ Auvers-sur-Oise , déléguée au tourisme, à la culture et à la petite enfance ;
3. Jean-Louis Delannoy, maire de Mériel,délégué à la politique du logement, au développement du haut débit, à la voiries et aux travaux ;
4. Daniel Desfoux, maire de Butry-sur-Oise, délégué à l'artisanat et au commerce, aux circulations douces et au sport  ;
5. Bruno Huisman, maire de Valmondois, délégué à l'aménagement de l’espace et à l'environnement[7].

Ensemble, ils constituent le bureau de l'intercommunalité pour la mandature 2014-2020.

### Liste des présidents
| Période                                  | Période       | Identité            | Étiquette | Qualité                                                                                        |
| ---------------------------------------- | ------------- | ------------------- | --------- | ---------------------------------------------------------------------------------------------- |
| Les données manquantes sont à compléter. |               |                     |           |                                                                                                |
| 25 novembre 2004                         | 16 juin 2008  | Jean-Pierre Pernot  |           | Maire de Méry-sur-Oise (1995 → 2014)                                                           |
| 16 juin 2008                             | ?             | Jean-Pierre Béquet  | PS        | Économiste Maire d'Auvers-sur-Oise (1989 → 2014) Député du Val-d'Oise (3e circ.) (1988 → 1993) |
| ?                                        | 2014          | Jean-Louis Delannoy | DVD       | Maire de Mériel (2008 → 2014)                                                                  |
| 9 avril 2014                             | décembre 2015 | Bernard Tailly      | DVD       | Maire de Frépillon (1989 → 2020)                                                               |

### Régime fiscal et budget
L'intercommunalité est financée par la fiscalité professionnelle unique (FPU) - anciennement dénommée taxe professionnelle unique (TPU), ce qui assure une péréquation fiscale entre les communes membres des ressources fiscales collectées sur les entreprises du territoire.

## Réalisations et projets
Cette communauté de communes a axé son développement sur l'activité de la zone industrielle et artisanale du sud, sur la RN 184 entre Méry-sur-Oise et Mériel. Elle prétend profiter de la taxe professionnelle unique, ce qui épargnerait des augmentations d'impôts aux quelque 25 000 habitants[évasif].